# Pravy
Pravy település Csehországban, a Pardubicei járásban. Pravy Kratonohy, Dobřenice, Křičeň, Rohoznice és Kasalice településekkel határos. Lakosainak száma 117 fő (2024. január 1.).

## Népesség
A település lakosságának változását az alábbi diagram mutatja:
| Lakosok száma | 202  | 231  | 230  | 123  | 105  | 98   | 101  | 100  | 113  | 117  |
|               | 1869 | 1900 | 1921 | 1961 | 1980 | 2011 | 2016 | 2019 | 2021 | 2024 |